# Wiener Stadthalle
El Wiener Stadthalle es un arena ubicada en Viena, Austria, la más importante de la ciudad.
Fue construida entre 1954 y 1958 bajo la dirección del arquitecto austríaco Roland Rainer. En la actualidad tiene seis salas, de las cuales la sala D es la principal. Dicha sala tiene la forma de un cuadrado de cien metros de lado y puede adaptarse a eventos variados (competiciones deportivas, conciertos, congresos) para albergar entre 3000 y 16.000 personas. Otras de sus salas son una pista de hielo y un pabellón de gimnasia.
En este arena han ofrecido conciertos artistas como The Rolling Stones, Green Day, Queen, Mariah Carey, Frank Sinatra, ABBA, Michael Jackson, Miley Cyrus, Lady GaGa, Kylie Minogue, Shakira, Christina Aguilera, AC/DC, Metallica, Led Zeppelin, Pink Floyd, Dire Straits, Deep Purple, Guns N' Roses, U2, Laura Pausini The Police, Britney Spears, Soy Luna Live, Martina Stoessel entre muchos otros. 
El recinto fue elegido sede del Festival de la Canción de Eurovisión 2015 que se celebró los días 19, 21 y 23 de mayo de 2015. Para 2026, este volverá a acoger el Festival de la Canción de Eurovisión 2026, siendo las semifinales el 12 y 15, y la gran final, el 16 de mayo de 2026.